# Roland Cogeas Edelweiss Squad/Saison 2022
Dieser Artikel beschreibt die Mannschaft und die Siege des Radsportteams Roland Cogeas Edelweiss Squad in der Saison 2022.

## Mannschaft
| Teamkader 2022                        | Teamkader 2022     | Teamkader 2022 | Teamkader 2022                           |
| Name                                  | Geburtsdatum       | Land           | Vorheriges Team                          |
| ------------------------------------- | ------------------ | -------------- | ---------------------------------------- |
| Caroline Baur                         | 17. April 1994     | Schweiz        | Instafund Racing (2021)                  |
| Hannah Buch                           | 11. September 2002 | Deutschland    |                                          |
| Ines Cantera                          | 30. Juli 2002      | Spanien        | Sopela Women's Team (2021)               |
| Caroline Chauveau                     | 16. Oktober 2002   | Schweiz        |                                          |
| Tamara Dronowa                        | 13. August 1993    | Russland       |                                          |
| Gulnaz Khatuntseva (13. Apr.–1. Jun.) | 21. April 1994     | Russland       |                                          |
| Diana Klimowa (1. Jan.–16. Jun.)      | 8. Oktober 1996    | Russland       | Marathon-Tula (2019)                     |
| Aline Seitz                           | 17. Februar 1997   | Schweiz        | Rupelcleaning-Champion lubricants (2021) |
| Léa Stern                             | 25. September 2001 | Schweiz        |                                          |
| Petra Stiasny                         | 10. September 2001 | Schweiz        |                                          |
| Olga Sabelinskaja                     | 10. Mai 1980       | Usbekistan     | BePink Cogeas (2017)                     |
|                                       |                    |                |                                          |
| Quelle: ProCyclingStats               |                    |                |                                          |

## Siege
| Siege    | Siege                                               | Siege   | Siege  | Siege         | Siege |
| Datum    | Rennen                                              | Staat   | Klasse | Siegerin      |       |
| -------- | --------------------------------------------------- | ------- | ------ | ------------- | ----- |
| 26. Jun. | Schweizer Meisterschaften, Straßenrennen der Frauen | Schweiz | CN     | Caroline Baur |       |